# Scottish Division Two 1893/94
Die Scottish Football League Division Two wurde 1893/94 zum ersten Mal ausgetragen. Nach der Einführung der Scottish Football League Division One, die ihre Premiere bereits in der Saison 1890/91 feierte, war es die erste Austragung einer zweithöchsten Spielklasse im schottischen Ligasystem. Es war zugleich die erste Austragung als zweithöchste Fußball-Spielklasse der Herren in Schottland unter dem Namen Division Two.
In der Saison 1893/94 traten 10 Klubs in insgesamt 18 Spieltagen gegeneinander an. Jedes Team spielte jeweils einmal zu Hause und auswärts gegen jedes andere Team. Es galt die 2-Punkte-Regel. Bei Punktgleichheit waren die Vereine (mit derselben Punktausbeute) gleich platziert. Die Meisterschaft gewann Hibernian Edinburgh. Den Aufstieg in die folgende Division One-Saison 1894/95 trat der Drittplatzierte FC Clyde wegen seiner Wiederwahl bei der Hauptversammlung am Ende der Saison an. Die Mannschaften des FC Northern und FC Thistle zogen sich am Saisonende zurück.

## Vereine
| Verein                | Stadt        | Stadion          |
| --------------------- | ------------ | ---------------- |
| FC Abercorn           | Paisley      | Underwood Park   |
| FC Clyde              | Glasgow      | Barrowfield Park |
| FC Cowlairs           | Glasgow      | Springvale Park  |
| FC Motherwell         | Motherwell   | Fir Park         |
| FC Northern           | Glasgow      | Hyde Park        |
| FC Thistle            | Glasgow      | Braehead Park    |
| Greenock Morton       | Greenock     | Cappielow Park   |
| Hibernian Edinburgh   | Edinburgh    | Easter Road      |
| Partick Thistle       | Glasgow      | Meadowside       |
| Port Glasgow Athletic | Port Glasgow | Clune Park       |

## Statistiken

### Abschlusstabelle
| Pl. | Verein                  | Sp. | S  | U | N  | Tore    | Diff. | Punkte |
| --- | ----------------------- | --- | -- | - | -- | ------- | ----- | ------ |
| 1.  | Hibernian Edinburgh     | 18  | 13 | 3 | 2  | 083:290 | +54   | 29:70  |
| 2.  | FC Cowlairs             | 18  | 13 | 1 | 4  | 072:320 | +40   | 27:90  |
| 3.  | FC Clyde (A)            | 18  | 11 | 2 | 5  | 051:360 | +15   | 24:12  |
| 4.  | FC Motherwell           | 18  | 11 | 1 | 6  | 061:460 | +15   | 23:13  |
| 5.  | Partick Thistle         | 18  | 10 | 0 | 8  | 056:580 | −2    | 20:16  |
| 6.  | Port Glasgow Athletic 1 | 18  | 9  | 2 | 7  | 052:520 | ±0    | 13:23  |
| 7.  | FC Abercorn (A)         | 18  | 5  | 2 | 11 | 042:600 | −18   | 12:24  |
| 8.  | Greenock Morton         | 18  | 4  | 1 | 13 | 036:620 | −26   | 09:27  |
| 8.  | FC Northern             | 18  | 3  | 3 | 12 | 029:660 | −37   | 09:27  |
| 10. | FC Thistle              | 18  | 2  | 3 | 13 | 031:720 | −41   | 07:29  |

| Zum Saisonende 1892/93 |                                |
| (A)                    | Absteiger aus der Division One |